# 足利政氏
足利 政氏（あしかが まさうじ）は、戦国時代の武将。第2代古河公方（在職：延徳元年（1489年） - 永正9年（1512年））。父は足利成氏。母は伝心院（簗田満助の養女、満助の兄・簗田直助（なおすけ）の娘）。

## 生涯
寛正3年（1462年）1月7日、古河公方・足利成氏の嫡子として誕生。
延徳元年（1489年）、父・成氏から家督を譲られ、古河公方を継承する。父と同様に8代将軍・足利義政（前名・義成）より偏諱を受け、政氏と名乗る（本来なら9代将軍・足利義尚より偏諱を受けるところだが、政氏継承直前の同年3月に亡くなっており、将軍は不在だった）。偏諱を受ける前の通称（仮名）などは不明。
長享の乱において、当初は扇谷上杉家を支持したが、上杉定正の死去により扇谷上杉家が弱体化すると山内上杉家支持に転換した。明応5年（1496年）の武蔵柏原合戦では山内上杉顕定と共に扇谷上杉朝良と戦う。永正元年（1504年）の武蔵立河原の戦いでは伊勢盛時（北条早雲）・今川氏親とも戦っている。
永正2年（1505年）の両上杉氏和解後は弟の顕実を上杉顕定の養子に入れた。
永正3年（1506年）、嫡子・高基と対立、一時は和解したが、永正7年（1510年）の顕定敗死後の後継ぎを巡り再び対立、さらに次男・義明とも対立し、小弓御所として独立されてしまう（永正の乱）。簗田氏（簗田高助ほか）や宇都宮氏に支持された高基との争いに敗れ古河城を失い、小山氏の下に落ち延びる。
高基と不利な形で和睦することを余儀なくされ、公方の位を譲り、出家して道長（どうちょう）と号した。その後、小山氏の庇護も受けられなくなり、上杉朝良を頼って武蔵久喜の館に引退した。政氏はこの館に永安山甘棠院を開山した。
永正17年（1520年）、古河城を訪れ、高基と面会している。
享禄4年（1531年）7月18日、久喜で没した。
政氏は太田道灌謀殺後の両上杉氏の対立に際し、父・成氏の路線を引き継ぐことにより、関東における武家の棟梁たる地位の維持に努めようとしたが、その路線が裏目に出て自身が息子達と対立する事態に陥ってしまった。その間に、後に古河公方家を没落させることになる後北条氏が関東に着々と進出してくるのである。

## 文化活動
政氏期は、歴代古河公方の中でも文化面の活動が最も充実していた。
- 連歌師・猪苗代兼載との交流は特筆される。兼載は晩年に公方侍医の田代三喜の治療を受けるために古河を訪れ、永正7年（1510年）に亡くなるまで滞在した。兼載が政氏を詠んだ歌が残されており（句集「園塵」）、その内容から兼載自身が「殿中」に伺候したことが分かる。兼載は書物も政氏に献上した。「景感道」、「連歌四十四条書」、小句集「古川（古河）公方様江進上連歌」である。政氏と兼載は連歌の師弟関係であると評価されている[4]。
- 鎌倉の禅僧・玉隠英璵とも密接に交流した。初代古河公方・成氏の法事のために、玉隠は三度古河に下向して政氏を助けている。また久喜甘棠院に残された「足利政氏画像」（埼玉県指定有形文化財）にも玉隠が永正18年（1521年）に著賛している。さらに、玉隠と関係が深い画僧・賢江祥啓による「富嶽図」（東京国立博物館蔵）においても、著賛[5]「東藩大都督相公之賢嗣　源君」のなかで富士山になぞらえられている源君は、政氏を示しているとも考えられている[4]。
- 鎌倉五山・関東十刹の吹挙・補任権の回復は、享徳の乱終結後の政氏期に具体化された。上杉顕定との協調による「公方―管領体制」の再展開を背景にして、鎌倉支配の復活がみられ、その結果、古河公方の文化面での活動が促進されたと評価される[4]。

## 偏諱を与えた人物
（＊前述の通り、「政」の字は8代将軍・足利義政より偏諱を賜ったものである。）
- 大井政光
- 大井政朝（政光の嫡男）
- 大井政則（政光の子とされる）
- 小田政治（※亡き父・足利政知（義政の庶兄）から1字を取った可能性もある。）
- 小山政長
- 那須政資
- 二階堂政盛 - 家臣、二階堂氏一族。
- 野田政朝
- 野田政保
- 簗田政助（義従兄弟（満助の孫））
- 結城政朝
- 結城政直（政朝の子）
- 結城政勝（政朝の子）

## 史跡
- 茨城県古河市：
  - 古河城跡：　成氏以降、歴代古河公方の御所。明治末に大規模な渡良瀬川の河川改修が始まり、現在は跡地の大半が堤防と河川敷に変わった。三国橋と新三国橋の中間付近・堤防上に「古河城本丸跡」と書かれた標柱が設置されている。渡良瀬川に面した立地条件は現在も当時のままである。詳細は「古河城」参照。
  - 大聖院：　この寺の元になった「永昌寺」は政氏が開いたと考えられている。のちに第五代公方・義氏によって大聖院に改められた。詳細は「大聖院」参照。

- 埼玉県久喜市：
  - 甘棠院：　政氏が晩年を過ごした居館をもとに開山。政氏の墓と遺品がある。詳細は「甘棠院」参照。